# Franz von Sickingen
Franz von Sickingen (Bad Münster am Stein-Ebernburg, 2 marzo 1481 – Landstuhl, 7 maggio 1523) è stato un militare tedesco.
Fu una delle figure più rilevanti del primo periodo della Riforma protestante.

## Biografia
Nacque ad Ebernburg (oggi Bad Münster am Stein-Ebernburg) nei pressi di Bad Kreuznach. Per aver combattuto per Massimiliano I contro Venezia nel 1508, ricevette molte tenute lungo il Reno, e accrebbe la sua ricchezza e reputazione con metodi subdoli. Nel 1513 approfittò della questione di Balthasar Schlör, un cittadino che era stato cacciato da Worms, e attaccò questa città con 7000 uomini. Nonostante il bando imperiale, devastò le campagne intorno alla città e intercettò le carovane di mercanti, desistendo solo quando le sue richieste furono garantite. Mosse guerra contro Antonio, Duca di Lorena, e costrinse Filippo, Langravio d'Assia, a pagargli 35 000 fiorini.
Nel 1518 prese parte ad un conflitto civile a Metz, schierandosi apparentemente dalla parte dei cittadini contro l'oligarchia al governo. Guidò un esercito di 20 000 uomini contro la città, costringendone i magistrati a pagargli 20 000 fiorini d'oro, più un mese di soldo per le sue truppe. Nel 1518, liberato da Massimiliano I dal bando emesso nei suoi confronti, prese parte alla guerra condotta dalla Lega sveva contro Ulrico, duca di Württemberg.
Durante le dispute per la successione al trono imperiale, dopo la morte di Massimiliano I nel 1519, Sickingen accettò una tangente dal re Francesco I di Francia, ma al momento delle elezioni, condusse le sue truppe a Francoforte, dove la loro presenza garantì l'elezione di Carlo V. Per questo servizio venne nominato ciambellano imperiale e cancelliere, e nel 1521 condusse una spedizione in Francia, che devastò la Piccardia, ma fu battuto a Mézières e costretto a ritirarsi. Intorno al 1517 Sickingen divenne amico di Ulrich von Hutten, aiutandolo nei suoi piani. Offrì riparo a molti riformatori, tra questi anche Martin Lutero: il suo castello divenne (secondo le parole di Hutten) 'rifugio della giustizia'.
Dopo il fallimento della spedizione francese, Sickingen, assistito da Hutten, ideò, o riprese, un grande piano per rovesciare il regime dei principi cattolici ed elevare l'ordine della cavalleria, la rivolta dei cavalieri. Sperava di riuscire in questo intento con l'aiuto delle città e dei contadini. Venne presto organizzato un esercito consistente, alcuni nobili della Renania settentrionale aderirono alla causa, e a Landau, nell'agosto del 1522, Sickingen venne nominato comandante. Dichiarò guerra al suo vecchio nemico, Richard von Greiffenklau zu Vollrads, arcivescovo di Treviri, e marciò contro la città. Treviri rimase fedele all'arcivescovo. Filippo I d'Assia e Ludovico V del Palatinato si affrettarono a prestare il loro sostegno. Sickingen, senza l'aiuto della popolazione su cui aveva fatto affidamento, fu costretto a ritirarsi nel suo castello di Landstuhl, vicino Kaiserslautern.
Il 22 ottobre 1522 il Consiglio imperiale lo bandì; Sickingen rispose, nella primavera del 1523, saccheggiando Kaiserslautern. I governanti di Treviri, Assia e Palatinato decisero di muovere contro di lui e, ottenuto l'aiuto della Lega sveva, marciarono su Landstuhl. Sickingen rifiutò di negoziare, e durante l'assedio fu gravemente ferito. Quest'attacco fu una delle prime occasioni nelle quali venne impiegata l'artiglieria; in breve tempo vennero aperte delle brecce in una fortezza altrimenti inespugnabile. Il 6 maggio 1523 Sickingen fu costretto a capitolare, e il giorno seguente morì. Fu sepolto a Landstuhl, e nel 1889 fu eretto uno splendido monumento a Ebernburg, alla sua memoria e a quella di Hutten.
Suo figlio Franz Conrad venne nominato Barone dell'Impero (Reichsfreiherr) da Massimiliano II.